# Brachinus dilatipennis
Brachinus dilatipennis – gatunek chrząszcza z rodziny biegaczowatych i podrodziny Brachininae.
Gatunek ten opisany został po raz pierwszy w 1919 roku przez Edmunda Reittera.
Chrząszcz o ciele długości od 5,8 do 6 mm. Głowa, głaszczki, przedplecze oraz cały spód ciała, z zapiersiem włącznie, są żółtoczerwone. Czułki są jednolicie jasne. Sercowate przedplecze ma w przewężonej części nasadowej równoległe krawędzie boczne. Pokrywy są w zarysie bardzo krótkie, szerokie, najszersze w drugiej trzeciej części, o całych silnie bokach silnie zaokrąglonych i wystających kątach barkowych. Powierzchnia pokryw jest płaskawo sklepiona, o słabo zaznaczonych, acz wyraźnych rzędach i niewyniesionych żeberkowato międzyrzędach. Ubarwienie pokryw jest metalicznie niebieskie, niebieskozielone lub zielone, zawsze z bardzo wąsko zardzawionymi krawędziami przyszwowymi za tarczką. Błoniaste obrzeżenie wierzchołkowej krawędzi pokryw jest pozbawione długich szczecinek, co najwyżej ma bardzo drobne i bardzo delikatne rzęski. Odnóża są żółtoczerwone. U samca stopy przedniej pary mają trzy człony nieco rozszerzone, a pośrodku tylnej krawędzi siódmego sternitu odwłoka znajduje się głębokie wycięcie.
Owad palearktyczny, znany z Libanu i Uzbekistanu.